# Villa crepuscularis
Villa crepuscularis är en tvåvingeart som beskrevs av Lynch Arribalzaga 1878. Villa crepuscularis ingår i släktet Villa och familjen svävflugor. Inga underarter finns listade i Catalogue of Life.